# Kalumburu
Kalumburu is een plaats en Aboriginesgemeenschap in de regio Kimberley in West-Australië. Het ligt meer dan 3.000 kilometer ten noordoosten van de West-Australische hoofdstad Perth, 535 kilometer ten noordwesten van Wyndham en 577 kilometer ten noordwesten van Kununurra.
In 2021 telde Kalumburu 388 inwoners tegenover 413 in 2006. Bijna 90% van de bevolking is van inheemse afkomst.
Tijdens de Tweede Wereldoorlog lag er een vliegtuigbasis die door Japanse vliegtuigen werd gebombardeerd.

## Geschiedenis
Ten tijde van de Europese kolonisatie leefden Aborigines van twee verschillende taalgroepen in het gebied, de Kwini en de Kulari.
Francis Brockman was de eerste Europeaan die de streek verkende. In 1905 werd de abt van het benedictijnenabdij van New Norcia, Fulgentius Torres, gevraagd om een missie op te richten in de vallei van de rivier Drysdale. Hij deed dit in Pago in het zuidelijke uiterste van de Mission Bay. In 1932 werd de missie verhuisd naar een plaats langs de rivier King Edward om een meer betrouwbare toegang tot water te hebben. De Aborigines en monniken legden een startbaan en een pad naar Pago aan.
Tijdens de Tweede Wereldoorlog was Kalumburu een belangrijke strategische plaats voor Australiës noordelijke verdediging, tot in 1944 de luchtmachtbasis van Truscott aan belang toe nam. In 1943 werd de Aboriginesmissie van Kalumburu en het nabijgelegen vliegveld, dat een bevoorradings- en munitiedepot van de Royal Australian Air Force was, door Japanse vliegtuigen gebombardeerd. Zes mensen waaronder vier kinderen vonden hierbij de dood. Er zou ook een muziekinstrument beschadigd zijn dat voor de oorlog, voor het redden van twee neergestorte Duitse piloten, door Adolf Hitler aan de missie was geschonken.
In 1954 werd het noordoosten van de regio Kimberley door landmeter John Morgan in kaart gebracht waarna Kalumburu voor het eerst via de weg bereikbaar zou worden. De Gibb River Road werd in de jaren 1970 een belangrijke weg in de regio.
Na de verkiezing van de regering Whitlam in 1972 raakte de idee om land aan de Aborigines terug te geven wijd verbreid. De bisschop van de Kimberly stond de controle over Kalumburu af en in 1981 verwierf de gemeenschap zelfbestuur.

## Toerisme
In het Community Resource Centre is een toerismekantoor gevestigd waar men informatie over en vergunningen voor onder meer volgende bezienswaardigheden kan krijgen:
- Anscar and Monster Rock Walk, een wandeling door de natuur, in de omgeving van het dorp, langs rotsformaties, de plaatselijke flora en Kira Kiro-rotstekeningen
- Kalumburu Scenic Drive, een 4x4-traject langs vliegtuigwrakken uit WOII, waterplassen met watervogels en de Ooraro Hill Lookout
- Pago Historic Site, de stenen fundamentenvan de oorspronkelijke missie.

## Klimaat
Kalumburu kent een tropisch savanneklimaat, Aw volgens de klimaatclassificatie van Köppen. De gemiddelde jaarlijkse temperatuur bedraagt 27,5 °C en de gemiddelde jaarlijkse neerslag ligt rond 1.135 mm.

## Transport
Vanuit Kalumburu vertrekt de onverharde Kalumburu Road naar de eveneens onverharde Gibb River Road. De Gibb River Road loopt van het kruispunt  op de Great Northern Highway, met afslagen naar Wyndham en Kununurra, naar Derby.
Kalumburu heeft een startbaan, Kalumburu Airport (IATA: UBU, ICAO: YKAL).